# 融雪霧
融雪霧（ゆうせつぎり）は、積雪域に、フェーン現象などによる暖かい風が吹くときに発生する霧である。移流霧の一種。融雪霧が発生しているときは融雪が進むため、雪上に吹く暖かい風または融雪霧そのものをsnow eaterという。
なお、静穏な日に雪捨て場（雪堆積場）で発生して周囲に流れ出す霧は、移流霧というより、放射霧などと同じく空気が冷却されることによる霧である。